# Sommereux
Sommereux település Franciaországban, Oise megyében. Lakosainak száma 480 fő (2022. január 1.). Sommereux Beaudéduit, Cempuis, Dargies, Grandvilliers, Le Hamel, Laverrière, Le Mesnil-Conteville, Offoy és Thoix községekkel határos.

## Népesség
A település népessége az elmúlt években az alábbi módon változott:
| Lakosok száma | 436  | 472  | 481  | 482  | 482  | 482  | 482  | 479  | 480  |
|               | 2013 | 2015 | 2016 | 2017 | 2018 | 2019 | 2020 | 2021 | 2022 |